# Мурер, Майкл
Майкл Мурер (англ. Michael Moorer; 12 ноября 1967, Бруклин, Нью-Йорк, США) — американский боксёр-профессионал, выступавший в тяжёлой весовой категории. Чемпион мира в полутяжёлой (версия WBO, 1988—1990) и тяжёлой (версия WBO, 1992; версия WBA, 1994; версия IBF, 1994 и 1996—1997) весовых категориях. «Самый перспективный боксёр» 1988 года по версии журнала «Ринг».
Первый в истории чемпион мира по боксу в тяжелом весе, который является левшой.

## Профессиональная карьера

### Полутяжёлый вес
Мурер дебютировал в марте 1988 года в возрасте 20 лет. Выиграл 11 поединков подряд нокаутом, и на 12-й бой вышел за звание чемпиона мира в полутяжёлом весе по малопрестижной на тот момент версии WBO.
В декабре этого же 1988 года был впервые разыгран титул ВБО (WBO) в полутяжелом весе. Майкл Мурер стал чемпионом, нокаутировав йорданца Рамзи Хассана. Мурер стал чемпионом мира в 21 год, и с момента дебюта до чемпионского боя, был в статусе профессионального боксёра всего 9 месяцев.
Защитил титул 9 раз. Всего в полутяжёлом весе Мурер провёл 22 боя, притом все выиграл нокаутом.

### Тяжёлый вес
В 1991 году Мурер перешёл в тяжелый вес, и нокаутировал во втором раунде Терри Дэвиса.
В июле 1991 года состоялся бой между Майклом Мурером и Алексом Стюартом. В конце 1-го раунда Мурер пробил правый хук в челюсть. Стаюрт зашатался. Мурер выбросил в голову несколько серий хуков, а затем провёл левый апперкот в челюсть. Стюарт рухнул на канвас. Он поднялся на счёт 4. После возобновления боя Мурер прижал противника к канатам и начал добивать. Он пробил левый крюк в голову противника. Стюарта отбросило на канат, и он рухнул на пол. Он с трудом поднялся на счёт 8. После этого прозвучал гонг. В середине 4-го раунда завязался размен. Мурер провёл правый апперкот в челюсть, а затем повторил удар. Стюарт рухнул на настил. Он поднялся на счёт 8. Его правый глаз был в крови. Рефери, видя это, прекратил бой. Стюарт с решением не спорил.
В 1992 году, в своём 27-м поединке на профи ринге, Мурер победил по очкам американца Майка Уайта. Уайт стал первым, кто проиграл Муреру не нокаутом. Через месяц Мурер победил так же по очкам другого джорнимера, Эверетта Мартина

#### Завоевание титула чемпиона мира по версии WBO
В мае 1992 года в бою за вакантный титул ВБО (WBO) в тяжелом весе Майкл Мурер встретился с Бертом Купером. В 1 раунде Купер отправил Мурера в нокдаун, но Мурер встал и сам отправил в нокдаун Купера. Мурер победил нокаутом в 5-м раунде.
27 февраля 1993 года Мурер победил по очкам бывшего чемпиона мира, Джеймса Смита.

#### Бой с Эвандером Холифилдом за титулы IBF и WBA
В апреле 1994 года Мурер вышел на ринг против Эвандера Холифилда. Во 2-м раунде Мурер побывал в нокдауне, однако затем доминировал весь бой. В последнем раунде Мурер дразнил Холифилда с опущенными руками. Раунд закончился и Мурер поднял руки. По итогам 12 раундов решением большинства судей победу получил Мурер.

#### Первое поражение. Бой с Джорджем Форманом
В ноябре 1994 года Майкл Мурер встретился с Джорджем Форманом. Более лёгкий и подвижный Мурер за счёт скорости выигрывал бой. В середине 10-го раунда Форман пробил в челюсть двойку, затем пробил её ещё раз. Мурер рухнул на канвас. На счёт 10 он всё ещё находился на полу. Рефери зафиксировал нокаут. Джордж Форман в возрасте 45 лет стал самым старым боксёром, завоевавшим титул чемпиона мира в тяжёлом весе. Он вернул титул чемпиона мира спустя 20 лет после того, как уступил звание в бою с Мохаммедом Али.

#### Завоевание титул чемпиона мира по версии IBF
В июне 1996 года Мурер бою за вакантный титул IBF в тяжелом весе встретился в Германии с немцем Акселем Шульцем. В тяжёлом и конкурентном бою, с небольшим преимуществом, Мурер победил раздельным решением судей.
В ноябре 1996 года он нокаутировал непобеждённого Франсуа Боту.
В марте 1997 года Мурер встретился с непобеждённым Воном Бином. Бой сложился довольно конкурентным, но с небольшим преимуществом Мурер победил решением большинства судей.

#### Объединительный бой с Эвандером Холифилдом II
8 ноября 1997 года Мурер в объединительном поединке встретился во 2-й раз с Эвандером Холифилдом. До 5-го раунда боксёры показывали равный бой. В конце раунда Холифилд, проигрывая данную трёхминутку, комбинацией из трёх точных ударов послал Мурера в нокдаун. Майкл встал на счёт 8. Холифилд завладел преимуществом. В середине 7-го раунда Эвандер потряс Мурера и сумел дважды отправить его на настил ринга. В 8-м раунде Холифилд продолжил доминировать, снова дважды отправив Мурера в нокдаун. Бой двух чемпионов превратился в избиение. После 8-го раунда по совету врача Флипа Хомански бой остановили. После этого боя Мурер объявил о завершении карьеры и 3 года не выходил на ринг.

#### Возвращение в бокс
В ноябре 2000 года вернулся на ринг и провёл 5 боёв с низкорейтинговыми боксёрами.
В августе 2002 года Майкл Мурер встретился с Дэвидом Туа. Туа сразу же пошёл в атаку, загнав противника в угол. Самоанец провел левый хук по печени. Затем правый хук в голову, и сразу же левый туда же. Мурер упал спиной на канвас. Рефери досчитал до 5, и видя, что американец в тяжелом состоянии, прекратил поединок.
В июле 2004 года Мурер встретился с непобежденным кубинцем Элисео Кастильо. Мурер вышел на ринг с явным перевесом. Более легкий и подвижный Кастильо доминировал в бою, и выиграл единогласным решением судей.
В декабре 2004 года Майкл Мурер встретился с Василием Жировым. В середине 3-го раунда Жиров столкнулся с Мурером головой. Мурер опустился на колено, держась за голову. Рефери отсчитал нокдаун. Мурер поднялся на счет 9 и продолжил бой. В середине 9-го раунда Жиров зажал Мурера в углу и начал выбрасывать удары. Однако ему не хватало мощи. Мурер выбросил в контратаке несколько крюков в голову противника, и вышел из угла. Затем американец провел ещё несколько крюков. Последним ударом — правым кроссом — Мурер попал точно в голову, и обессиленный Жиров свалился на канвас. Он поднялся на счет 4, но его шатало. Видя это, рефери остановил поединок. На момент остановки Жиров вел по очкам на картах всех судей.
В 2006—2008 годах Мурер выступал на тихой волне, выиграл 5 боёв с посредственными боксёрами, и завершил карьеру.